# Верхняя близнецовая мышца
Верхняя близнецовая мышца (лат. Musculus gemellus superior) — мышца наружной группы мышц таза.
Имеет вид небольшого мышечного тяжа, берущего начало от седалищной ости и прикрепляющегося к вертельной ямке. Мышца прилегает к верхнему краю внутренней запирательной мышцы после его выхода из малого таза.

## Функция
Функция аналогична функции внутренней запирательной мышцы — вращает бедро снаружи.